# Galepsus tenuis
Galepsus tenuis är en bönsyrseart som beskrevs av Carl Stål 1877. Galepsus tenuis ingår i släktet Galepsus och familjen Tarachodidae. Inga underarter finns listade i Catalogue of Life.